# Madana
Madana är ett samhälle och administrativ by i Sri Lanka. Samhället ligger i provinsen Östprovinsen, i den sydöstra delen av landet, 200 km öster om huvudstaden Colombo.